# Demetrius Eaton
Demetrius "Meech" Eaton (...) è un ex giocatore di football americano e allenatore di football americano statunitense, che ha giocato come linebacker.
Dopo aver giocato per la squadra universitaria statunitense dei Northwestern Wildcats passa a giocare per molte squadre europee ed asiatiche e lo stesso fa da allenatore.

## Palmarès
- 2 Mondiali (2007, 2011)